# Lino Grassi
Lino Grassi (* 23. September 1931 in Canuzzo di Cervia, Italien) ist ein ehemaliger italienischer Radrennfahrer. 

## Sportliche Laufbahn
Grassi wuchs als jüngster von acht Brüdern in einer Bauernfamilie auf. Nach seiner Schulzeit arbeitete er als Tischler, Maler und Maurer. Nachdem er sich 1950 dem Radsport zugewandt hatte, schloss er sich 1951 dem Sportklub Pedal Ravennate in seiner Heimatmetropole Ravenna an. Bis 1954 gewann er einige regionale Amateur-Straßenrennen, so 1953 Mailand-Reggio Emilia. 1954 hatte sich Grassi für die Straßenweltmeisterschaften in Solingen qualifiziert, sagte seine Teilnahme aber wegen des Todes seines Vaters ab. Das Jahr 1955 wurde Grassis erfolgreichste Radsaison als Amateur. Seine zwölf Siege bei italienischen Veranstaltungen wurden überstrahlt vom 2. Platz bei den Straßenweltmeisterschaften im italienischen Frascati hinter seinem Landsmann Sante Ranucci, der ihn nur knapp im Spurt schlug. 
Im Herbst 1955 erhielt Grassi vom italienischen Radsportteam Legnano einen Profivertrag für zwei Jahre. Er begann seine Berufsfahrerlaufbahn mit einem 87. Platz beim Rennen Mailand–Sanremo 1956 und nahm im selben Jahr am Giro d’Italia teil. Zwei Etappen beendete er mit einem beachtlichen 4. Platz, schied aber auf Platz 30 liegend beim Aufstieg zum Monte Bondone auf der 20. Etappe aus. Sein erstes Profijahr beendete er mit Platz 27 bei der Lombardei-Rundfahrt als 27. unter 69 Platzierten. Beim Giro 1957 konnte sich Grassi bei drei Etappen unter den ersten Zehn platzieren und erreichte in der Endabrechnung den 28. Platz. 1958 wechselte er zum italienischen Team Torpado, wo er auf den Amateur-Weltmeister von 1955, Sante Ranucci, traf. Seine Rennbilanz konnte Grassi jedoch nicht verbessern. Das beste Ergebnis war ein 16. Platz beim Giro del Piemonte unter 67 Klassifizierten. Im gleichen Jahr nahm er erneut am Giro d’Italia teil, beendete das Rennen aber wieder vorzeitig. Nach dem 14. Platz beim 1959er-Rennen Mailand–Turin zog er sich bei einem Sturz schwere Verletzungen zu, sodass er während der Hauptsaison keine Rennen mehr bestreiten konnte. Seine letzte veröffentlichte Platzierung erreichte er im Oktober 1960 beim Giro del Piemonte als 21. Im Frühjahr 1961 entschied sich Grassi, 30-jährig seine Profilaufbahn zu beenden.